# Hildburghausen
Hildburghausen és una ciutat de Turíngia a Alemanya, capital del districte de Hildburghausen.
L'assentament de Hilteburgehusin està mencionat per primera vegada el 1234. El 1528 els ciutadans de Hildburghausen es van tornar protestants. El 1920 va passar a formar part del nou estat de Turíngia.

## Persones notables
- Princesa Charlotte de Saxe-Hildburghausen (1787–1847)
- Princesa Lluïsa de Saxe-Hildburghausen (1794–1825)
- Joseph Friedrich Nicolaus Bornmüller, botànic.
- Joseph Meyer (editor) (1796–1856)
- Maria de Saxe-Altenburg (1818–1907)
- Hans Meyer (geòleg) (1858–1929)
- Ronald Weigel nascut el 1959 a Hildburghausen